# Захисний капюшон (Стародавній Рим)
Захисний капюшон, лускатий каптур — лускате або кольчужне бойове наголов'я, яке, окрім шоломів, використовували римські вояки у період пізньої імперії для захисту голови. Зображення вояків у таких капюшонах можна зустріти на деяких римських пам'ятках. Думки сучасних дослідників щодо конструкції цих капюшонів розходяться — одні й ті ж самі зображення одні дослідники інтерпретують як лускаті капюшони, інші — як кольчужні, або ж визнають що конструкцію з певністю встановити не можна.

## Іконографічні та археологічні свідоцтва

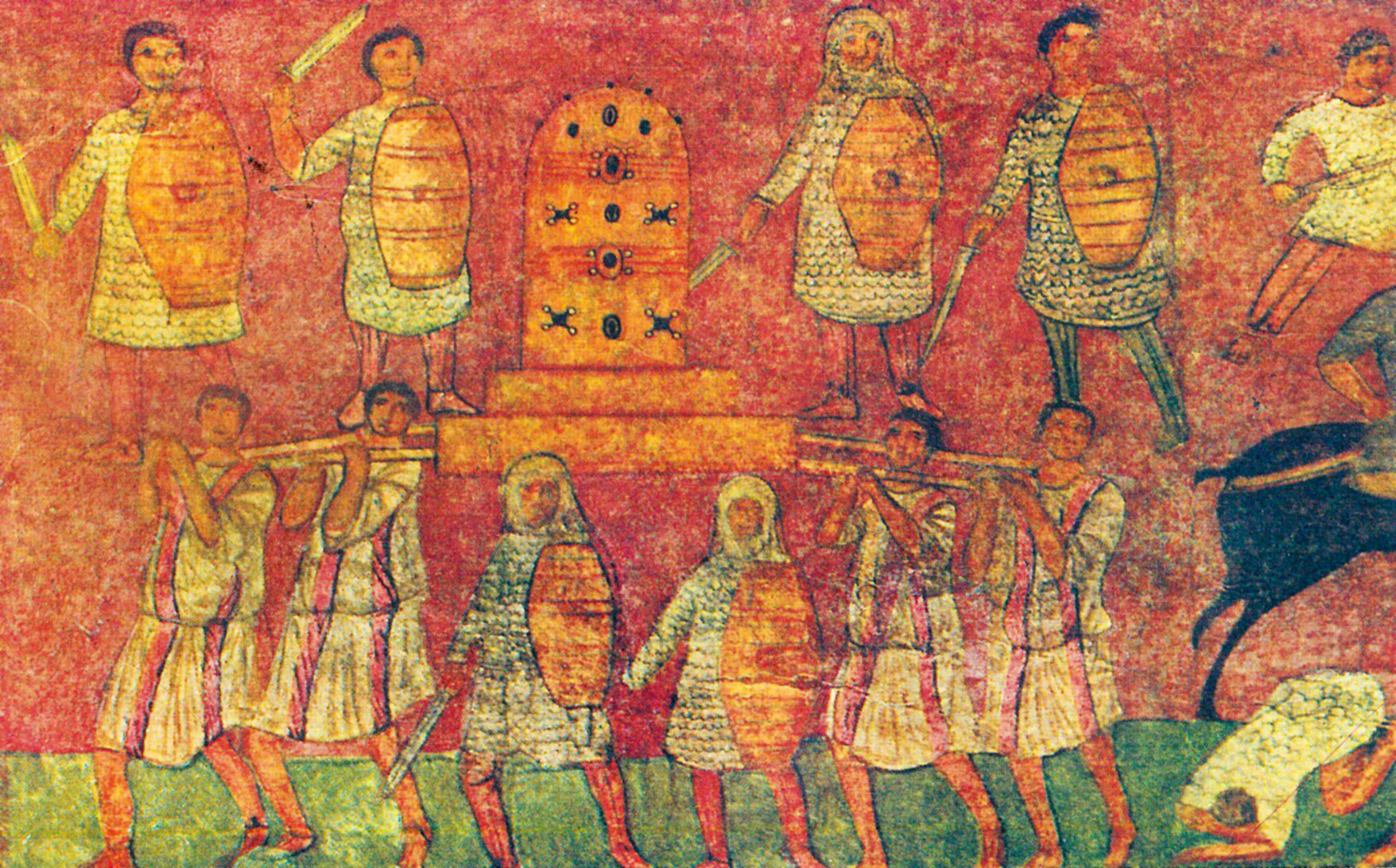
Битва при Евен-Гаезер (фреска синагоги Дура-Европос)

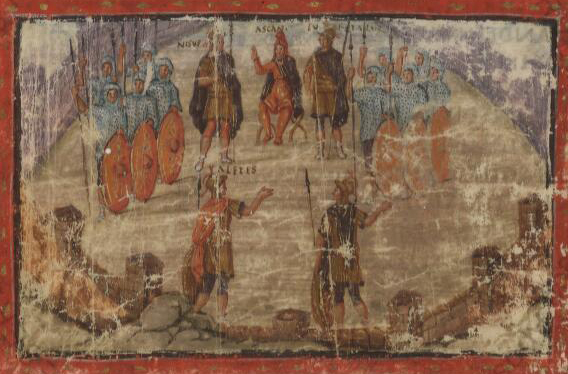
Мініатюра Ватиканського Вергілія

Всього на сьогоднішній час у мистецтві римського часу відомо чотири свідоцтва існування лускатого/кольчужного капюшона — одна фреска, одна книжна мініатюра та два кам'яних рельєфи, датованих проміжком з кінця II — до початку V століть.
Найбільш раннім, але водночас і найбільш сумнівним (відносно існування захисного капюшона у римлян), є кам'яний рельєф з Алба-Юлії (зараз у Румунії) з зображенням легіонера, датований кінцем II — початком III століть. Частина рельєфу з головою вояка не збереглась, але нижче розташування голови, у верхній частині сегментного обладунку (лорика сегментата), можна побачити лускаті деталі. Росс Коуен вважає ці деталі нижньою частиною капюшона. Водночас М. С. Бішоп реконструює цей рельєф як зображення особливого різновиду сегментного обладунку, в якому верхня частина (яка захищала плечі) зроблена з лусок.
На фресці з синагоги у Дура-Европос, збудованої у 244—245 рр., на якій зображена битва між євреями та філістимлянами при Евен-Гаезері (описана у Першій книзі Самуїлової), серед інших фігур можна побачити шістьох вояків у обладунках, у тому числі трьох у капюшонах. Пітер Коннолі вважає ці капюшони лускатими, Бішоп і Коулстон — лускатими або кольчужними, Грем Самнер — лускатими, хоча визнає, що оригінальне зображення можна інтерпретувати і як кольчужні капюшони. У 256 році Дура-Европос була захоплена та зруйнована персами-сасанідами, після чого була занедбана і вже не відбудовувалась. Таким чином, це дозволяє точно датувати знайдені зображення.
Також III століттям датована стела з Бригеціо у Паннонії (зараз місто Сонь в Угорщині, у Брігеціо довгий час базувався I Допоміжний легіон), на якій зображений вояк у лускатому капюшоні. На ілюстрації до списку «Енеїди» Вергілія (так званий «Ватиканський Вергілій»), датованому IV—V століттями зображена дві групи вояків у капюшонах. П. Коннолі описує їх подібними до обладунків і капюшонів на фресці із Дура-Европос, які він інтерпретує як лускаті, Бішоп і Коулстон також проводять цю паралель (але допускають, що на фресці зображені кольчужні капюшони), тоді як А. В. Банніков впевнено пише про кольчуги з капюшонами.
П. Коннолі також, з незрозумілих причин, стверджує у своїй книзі, що на ілюстраціях до Notitia Dignitatum можна побачити кольчуги з капюшонами (рос. «очень похожие на те, что носили норманнские рыцари»), хоча проста візуальна перевірка вказаних малюнків, дозволяє легко переконатися, що на них зображені звичайні кольчуги без капюшонів.
Серед археологічних знахідок римського часу лускаті або кольчужні капюшони невідомі, якщо не рахувати залишків шолома IV століття знайдених у Трирі, що у Німеччині, до яких з внутрішнього боку прикипілі шматки кольчуги — можливо рештки відповідного капюшона. Якщо це дійсно так, то це може слугувати підтвердженням того, що римські вояки надягали поверх кольчужного капюшона шолом, подібно тому, як це робили у середньовіччя.